# Henrik Forsberg Bødker
 Der er flere personer med dette navn, se Henrik Bødker.
Henrik Forsberg Bødker (født 23. juni 1981) er en dansk tidligere professionel fodboldspiller, hvis position på banen var målmand. Som civilt erhverv arbejder han som lærervikar og støttepædagog.
Henrik Bødker debuterede for AGF og i Superligaen den 10. juni 2001 mod AaB og kunne allerede indenfor samme måned spille sin fjerde og sidste kamp for klubben den 23. juni 2001 mod NK Publikum Celje, som blev tabt 7-1. Ved kontraktudløb den 1. oktober 2001 skiftede han til FC Aarhus. Han opnåede at spille 6 U-19 landskampe og 4 U-17 landskampe, hvor han repræsenterede AGF. Henrik Bødker kom til Lyngby Boldklub fra FC Aarhus i 2003, og udgjorde sammen med Michael Tørnes Lyngby Boldklubs målmandsduo i det meste af klubbens Danmarksserie-tid. Han debuterede for klubben den 13. april 2003 i Danmarksserien hjemme mod Værløse Boldklub. i Lyngby blev Bødker en populær person både blandt fans og medspillere på grund af sit sociale udadvendte væsen, men efterhånden måtte han mest trække i træningsdragten og tage plads på bænken. På klubbens 2. hold formåede han at holde clean-sheet i mere end 10 kampe. I håb efter mere spilletid skiftede han i sommeren 2005 derfor til Fremad Amager, da klubbens hidtidige førstekeeper, Kim Drejs, forinden skiftede til SønderjyskE. Fra 2007 til 2011 spillede han for forskellige islandske klubber.

## Spillerkarriere
- 19??-19??: Karup Kølvrå IK
- 19??-199?: Aabyhøj IF
- 199?-2001: AGF, 4 kampe og 0 mål, Superligaen
- 2001-2003: FC Aarhus, 1. division
- 2003-2005: Lyngby Boldklub, 14 kampe og 0 mål, bl.a. Danmarksserien og 2. division
- 2005-2007: Boldklubben Fremad Amager, 7 kampe og 0 mål, 1. division [1]